# Ernest Morace
Ernest Morace (* 1766 in Stuttgart; † im 19. Jahrhundert) war ein deutscher Kupferstecher.

## Leben
Ernest oder Ernst Morace wurde 1774 in die Hohe Karlsschule aufgenommen; als Herkunftsort wurde Neapel angegeben. Er war einer der Schüler Johann Gotthard von Müllers und wurde später Hofkupferstecher. Über seinen späteren Lebenslauf sowie über Ort und Zeitpunkt seines Todes liegen kaum Informationen vor; im Jahr 1797 hielt er sich in Neapel auf. Laut einem Lexikoneintrag aus dem 19. Jahrhundert arbeitete er auch längere Zeit in Paris.

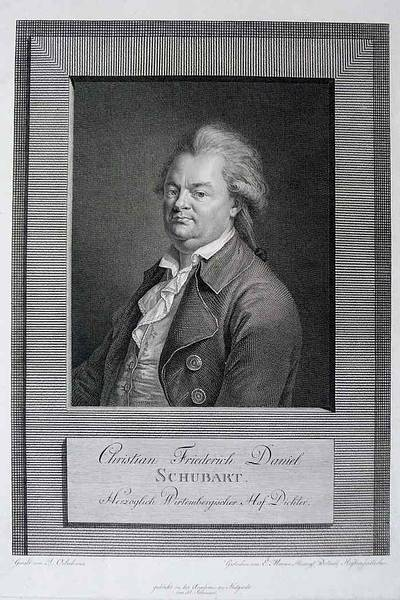
Schubart

Zu seinen Werken gehört ein Porträt Christian Friedrich Daniel Schubarts, das er 1791 nach einem Gemälde von August Friedrich Oelenhainz stach.